# Осорно (провинция)
Провинция Осорно  (исп. Provincia de Osorno) — провинция в Чили в составе области Лос-Лагос .
Включает в себя 7 коммун.
Территория — 9224 км². Население — 234 122 человека (2017). Плотность населения — 25.38 чел./км².
Административный центр — Осорно.

## География
Провинция расположена на севере области Лос-Лагос.
Провинция граничит:
- на севере — провинция Ранко
- на востоке — провинция Неукен (Аргентина)
- на юге — провинция Льянкиуэ
- на западе — Тихий океан

## Административное деление
Провинция включает в себя 7 коммун:
- Осорно. Админ.центр — Осорно.
- Пуэрто-Октай. Админ.центр — Пуэрто-Октай.
- Пурранке. Админ.центр — Пурранке.
- Пуеуэ. Админ.центр — Энтре-Лагос.
- Рио-Негро. Админ.центр — Рио-Негро.
- Сан-Пабло. Админ.центр — Сан-Пабло.
- Сан-Хуан-де-ла-Коста. Админ.центр — Сан-Хуан-де-ла-Коста.